# Rikus Jager
Henderikus Jager (Stedum, 18 mei 1954) is een Nederlands politicus en bestuurder. Hij is lid van het CDA.  

## Biografie
Hij volgde les aan de Protestants-Christelijke lagere school te Stedum, van 1966 tot 1970 mulo-A in Appingedam en aansluitend tot 1972 havo in dezelfde plaats. Van 1976 tot 1979 volgde hij bij het Ministerie van Justitie de S-opleiding, die is gelijkgesteld aan een HBO-opleiding. Van 1 juli 1972 tot 1 april 1979 was Jager rijksambtenaar. Van 1982 tot 1994 was hij lid van de gemeenteraad in Appingedam en van 1979 tot 2001 tevens parketsecretaris bij het Openbaar Ministerie te Groningen, vanaf 1987 met de titel senior parketsecretaris. Van 1 mei 2001 tot 23 mei 2002 coördineerde hij het project Justitie in de buurt bij dezelfde werkgever.
Van 10 oktober 1981 tot 7 september 1982 was hij adjunct-secretaris van de CDA-afdeling Appingedam en van juni 1986 tot 23 mei 2002 voorzitter van het informeel overleg CDA-bestuurders Noord-Nederland. Hij is lid van de Focusgroep Veiligheid. Jager was sinds 1 oktober 1999 lid van het bestuur van de Internationale Dollard Raad, was voorzitter van het partnerschapscomité Aurich - Appingedam en vanaf 1 januari 2005 ambassadeur/adviseur van de VVV Appingedam - Slochteren - Ten Boer. In het verleden bekleedde hij diverse bestuursfuncties bij semi-overheidsinstellingen.
Hij hield zich als Kamerlid onder meer bezig met justitie (privacywetgeving en buurtveiligheid), gevangeniswezen, bosbouw, internationaal natuurbeleid en goederenvervoer per spoor. Jager stond in 2010 voor de Tweede Kamerverkiezingen namens het CDA wederom op de kandidatenlijst, op plaats 25 echter en werd daarom niet rechtstreeks herkozen. In de periode van het Kamerlidmaatschap was hij van 2007 tot 2010 tevens voorzitter van de vaste Kamercommissie voor Verkeer & Waterstaat en eveneens van 2007 tot 2010 voorzitter van de parlementaire contactgroep Duitsland - Nederland. Doordat Jan Kees de Jager zijn plaats in de Tweede Kamer opgaf na toetreding tot het kabinet-Rutte I, zou Jager na korte afwezigheid uit Den Haag weer Kamerlid kunnen worden, maar in plaats daarvan was hij van 1 december 2010 tot 15 mei 2024 burgemeester van Westerveld. Hij volgde in 2024 Erica van Lente op als waarnemend burgemeester van Dalfsen. Op 14 april 2025 werd Jager opgevolgd door Michael Sijbom als burgemeester van Dalfsen.
- Parlement.com: vg9fgopzfiy9